# Yasuo Arakawa
Yasuo Arakawa (jap. 荒川 康男, Arakawa Yasuo; * 12. Juni 1939 in Kōbe) ist ein japanischer Jazzmusiker (Kontrabass).
Arakawa spielte ab den 1960er-Jahren in der Tokioter Jazzszene u. a. mit Toshiko Akiyoshi/Charlie Mariano und begleitete Georgie Auld; 1966/67 besuchte er die  Berklee School of Music. In den folgenden Jahren arbeitete er u. a. mit Masahiko Satoh, Akira Miyazawa, Takeshi Inomata, Shungo Sawada, Yoshiko Goto, Mal Waldron, Helen Merrill und in der Formation The Third. 1971 gastierte er mit dem Trio von Masahiko Satoh auf den Berliner Jazztagen; im Anschluss kam es zu dem Album A Path through Haze mit Attila Zoller. Ab den 1970er-Jahren wirkte er außerdem bei Aufnahmen von Hozan Yamamoto, Martha Miyake, Tadao Hayashi, Hidehiko Matsumoto, Kei Marimura, Miki Matsubara, Norio Maeda oder Carmen Cavallaro mit. Gemeinsam mit Norio Maeda und Takeshi Inomata gründete er das kollaborative Trio We 3, das in der japanischen Szene einen ausgezeichneten Ruf hatte. Im Bereich des Jazz war er zwischen 1963 und 2001 an 53 Aufnahmesessions beteiligt.